# Werner Golz
Werner Golz (* 8. November 1933 in Berlin; † 26. Oktober 1974 in Ost-Berlin) war ein deutscher Schachspieler und -journalist.

## Leben
Werner Golz erlernte das Schachspielen 1947 aus dem Lehrbuch des Schachspiels von Jean Dufresne. Er brachte daraufhin seinen beiden Brüdern die Schachregeln bei, um mit ihnen spielen zu können; darüber hinaus organisierte er mit Jugendlichen aus seiner Straße beziehungsweise aus der Schule Schachturniere. Um seine Familie als zweitältester von vier Kindern wirtschaftlich zu unterstützen, ging Werner Golz in der 11. Klasse von der Schule ab. Sein Vater war als Teilnehmer des Volkssturms nicht zurückgekehrt.
Werner Golz arbeitete als Verlagsangestellter, dort als Korrektor, kaufmännischer Angestellter und Redaktionsassistent. Ab 1970 war er freischaffender Journalist. Er hatte drei Kinder. Für den Deutschen Schachverband der DDR (DSV) war er lange Zeit Nationaltrainer der Blinden- und Gehörlosenauswahl, in der Sektion Schach der BSG Rotation Berlin trainierte er den Nachwuchs. Er beschäftigte sich intensiv mit den Ursprüngen des Schachs und dem damals im deutschsprachigen Raum wenig bekannten japanischen Schach. So veröffentlichte er zum Beispiel in der Wochenzeitschrift Neue Berliner Illustrierte (NBI) ab der Ausgabe 22/1973 unter der Rubrik Kleine NBI-Spielschule über mehrere Wochen seine Erläuterungen zum japanischen Schach Shōgi. Für die Verbreitung von Shōgi in der DDR wurde er von japanischer Seite mit einer Urkunde geehrt.

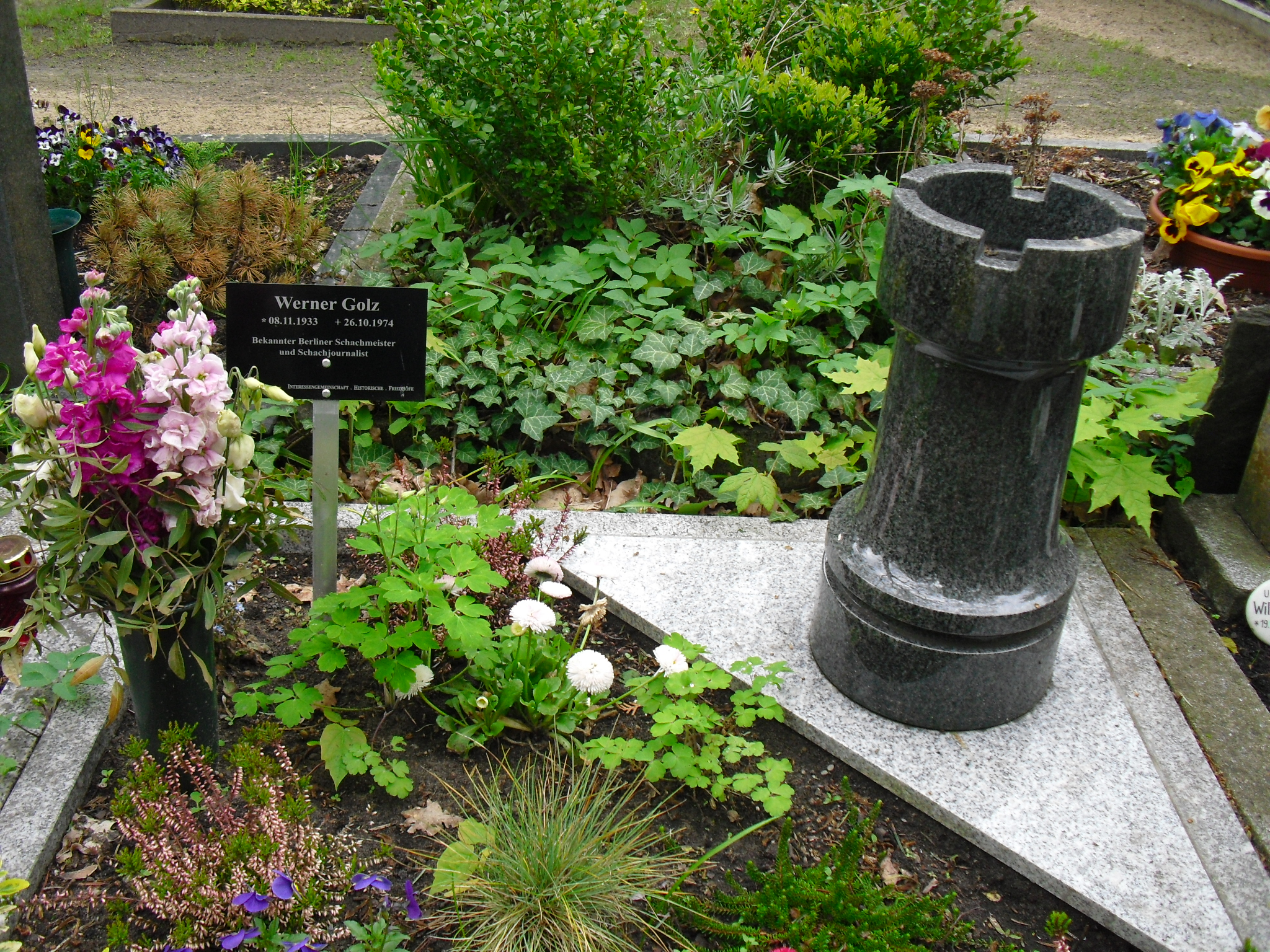
Ein Turm als Grabstein für Werner Golz auf dem Karlshorster Friedhof

In den letzten Jahren seines Lebens war Werner Golz vor allem schachschriftstellerisch tätig. Ab 1970 leitete er die Rubrik Wir lehren Schach – Hohe Schule der Kombination in der Zeitschrift Schach. Selbst als er bereits von einer schweren Krankheit gezeichnet war, verfasste er weiter Beiträge. Im Novemberheft 1974 erschien die Artikelserie zum letzten Mal unter seinem Namen. Nach einer einmonatigen Unterbrechung trat Albin Pötzsch sein Erbe an. In der Tribüne, einer Tageszeitung des Freien Deutschen Gewerkschaftsbundes erschienen von ihm regelmäßig kommentierte Schachpartien sowie Schachaufgaben. Schachaufgaben veröffentlichte er auch in der Rätselzeitung Troll.
Golz verstarb nach langer, schwerer Krankheit (Magenkrebs) kurz vor Vollendung seines 41. Lebensjahres. Er wurde auf dem Karlshorster und Neuen Friedrichsfelder Friedhof in Berlin-Karlshorst beerdigt.

## Erfolge

### Nationalmannschaft
Bei einem Vergleichskampf Ost-Berlin gegen die drei Sektoren West-Berlins 1953 vertrat er Ost-Berlin in der Jugendmannschaft am ersten Brett.
Von 1957, als ein Länderkampf der DDR gegen die Tschechoslowakei in Prag stattfand, bis 1970 gehörte er der Nationalmannschaft der DDR an. So spielte er bei der Schacholympiade 1960 in Leipzig in der von Großmeister Wolfgang Uhlmann angeführten Mannschaft am zweiten Reservebrett und 1964 in Tel Aviv, ebenfalls unter Wolfgang Uhlmann, am ersten Reservebrett.
Im Jahr 1960 bestand die Mannschaft aus Wolfgang Uhlmann, Wolfgang Pietzsch, Burkhard Malich, Reinhart Fuchs und Werner Golz. Die Spieler kamen ungefähr gleichmäßig häufig zum Einsatz. Mit einer positiven Bilanz wurde der neunte Platz belegt. Dies galt jedoch als enttäuschendes Resultat, da die westdeutsche Mannschaft im Endklassement auf einer höheren Position zu finden war. Mit einem sechsten Platz zwei Jahre zuvor in München hatte die DDR dagegen noch vor der Bundesrepublik gelegen. Werner Golz erzielte 5,5 Punkte aus 11 Partien mit unter anderem einem Sieg in der Gruppenphase gegen den mehrfachen finnischen Meister Jalos Aatos Fred in der dritten Runde, einem Schwarzremis gegen den jugoslawischen Internationalen Meister Milan Vukčević in der siebten Runde, einem Sieg gegen den Tschechoslowaken Vlastimil Hort in der 3. Finalrunde und einem erneuten Remis gegen Vukčević in der 8. Finalrunde.
Bei der Schacholympiade 1964 wurde trotz hervorragender Leistungen von Wolfgang Uhlmann mit 15 aus 18 am ersten Brett und Günther Möhring mit 11 aus 13 am zweiten Reservebrett nur ein 15. Platz erreicht. Werner Golz erzielt bei nur einer Niederlage gegen Schwedens Börje Jansson 6 Punkte aus neun Partien.
Bei der Mannschaftseuropameisterschaft 1970 in Kapfenberg belegte die DDR-Nationalmannschaft mit ihm am siebten Brett (bei zehn Brettern und zwei Ersatzspielern) den dritten Platz. Ihm gelang bei seinen 3,5 Punkten aus sechs Partien unter anderem ein Sieg gegen Dragoljub Velimirović.
Insgesamt bestritt Werner Golz für die Nationalmannschaft der DDR 63 Partien, von denen er 23 gewann, 28 remisierte und nur zwölf verlor.

### Vereinsmannschaften
Ab 1949 spielte er beim Berliner Schachverein Lichtenberg 47, bei dem auch einer seiner Brüder spielte und Werner Golz seine spätere Ehefrau Helga kennenlernte. Dann wechselte er zum SC Motor Berlin, dann zum TSC Oberschöneweide, wo er am Spitzenbrett in einem Mannschaftskampf gegen Meteor Budapest László Szabó besiegen konnte, der damals zu den stärksten nichtsowjetischen Schachspielern gehörte. 1961, mit unter anderem Fritz Baumbach, gewann er mit Oberschöneweide die Meisterschaft der DDR, 1963 die DDR-Mannschaftsmeisterschaft im Blitzschach. Bei Rotation Berlin war Werner Golz Nachwuchstrainer, als Spieler aber wechselte er von Oberschöneweide zur BSG AdW Berlin, die zur Akademie der Wissenschaften der DDR gehörte und in welcher die Mannschaft des TSC Oberschöneweide aufgegangen war. Dort war er Mannschaftskapitän. Ab 1980 wurde bei AdW Berlin ein jährliches Werner-Golz/Lothar-Zinn-Gedenkturnier als Blitzturnier ausgetragen.

### Einzelerfolge
Im Jahr 1958 gewann er die erste Ost-Berliner Bezirksmeisterschaft. Zwischen 1957 und 1969 nahm er, bis auf 1958, an allen DDR-Meisterschaften teil, erzielte auch gute Ergebnisse, konnte den Titel eines DDR-Meisters jedoch nie erringen. 1957 in Sömmerda belegte er beim Titelgewinn von Burkhard Malich den dritten Platz. In der Meisterschaft von 1959/1960 in Leipzig unterlag er erst im Stichkampf Wolfgang Pietzsch. Bei der DDR-Einzelmeisterschaft im Schach 1964 in Magdeburg wurde er beim Titelgewinn von Wolfgang Uhlmann erneut Dritter, 1965 in Annaberg-Buchholz hinter Lothar Zinn Zweiter und 1968 in Weimar Dritter (Wolfgang Uhlmann gewann erneut). 1970 teilte Werner Golz sich mit Dieter Brüntrup beim Kurt-Richter-Gedenkturnier den Gewinn der Offenen Berliner Stadtmeisterschaft, die er 1964 schon einmal gewonnen hatte.

### Rating
Nach einem guten Abschneiden bei der 15. DDR-Meisterschaft in Annaberg-Buchholz lag Golz im Dezember 1965 auf dem 129. Platz der nachträglich berechneten Weltrangliste. Sein höchstgewertetes Turnier nach Angaben von Jeff Sonas war die 14. DDR-Meisterschaft 1964 in Magdeburg und einer historischen Elo-Zahl-Leistung von 2612. Die offizielle (von der FIDE 1970 eingeführte) Elo-Zahl für Golz betrug 2410 in den Jahren 1971 und 1972.

## Werke
- Paul Keres, Werner Golz: Schönheit der Kombination. Das Schaffen Kurt Richters. Sportverlag, Berlin 1972 (erschien im Westen unter dem Titel Die hohe Schule der Schachkombination. Falken, Niedernhausen 1988, ISBN 3-8068-0920-8). Die Monografie umfasst Beiträge Kurt Richters aus der Zeitschrift Schach und erschien auch in englischer Übersetzung.